# Râul Hosu
Râul Hosu este un curs de apă, afluent al râului Șugău. 